# Мостовая (Верхотурский городской округ)
Мостовая — упразднённый в октябре 1979 года посёлок в Свердловской области, входил в состав Верхотурского района.

## Географическое положение
Посёлок Мостовая муниципального образования Верхотурский городской округ входит в городскую черту города Верхотурье.

## История
Решением облисполкома № 618 от 23 октября 1979 года посёлок Мостовая включён в городскую черту города Верхотурья, а Мостовской сельсовет упразднён.